# 旧車會

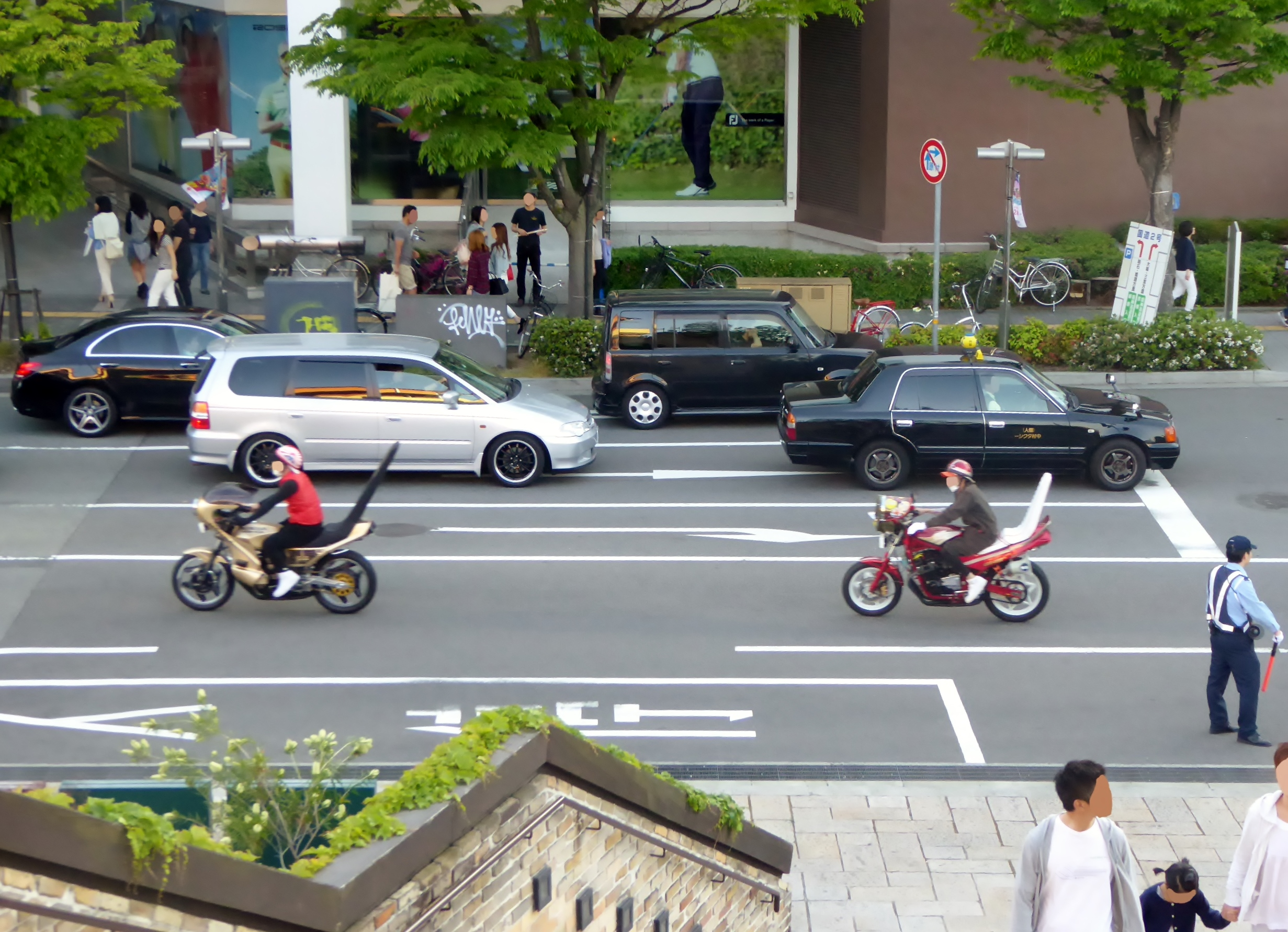
大きな騒音を撒き散らしながら走行する

旧車會（きゅうしゃかい）とは、旧車と呼ばれる古いオートバイを入手して昔の暴走族を模した改造を施し、コールと呼ばれるエンジンを高回転でリズミカルに空ぶかしさせる行為や、ミュージックホーンと呼ばれる複数の警笛装置を組み合わせたラッパを鳴らしながら集団走行などを行う団体。「会」の字に旧字体である「會」を用いることが多く、クラシックカーや旧型のオートバイなどを愛好する旧車会とは意味合いが異なる（#「旧車会」との混同節を参照）。
旧車會は従来の未成年が主体となる暴走族よりも平均年齢が高くなる傾向にある。メンバーは普段は一般の仕事をしている傍ら休日に集まることが多く、乗車用ヘルメット着用義務違反や信号無視等の交通違反を堂々と行うことこそしないものの、ナンバーを折り曲げた車両に乗り、コール（エンジンの空ぶかし）や、警音器（ラッパ）を鳴らしながら、暴走族同様の迷惑運転を行なう傾向がある。これまで、暴走族やそれに類する一部旧車會の摘発は、共同危険行為に該当すると警察が判断してのことだった。道路交通法第68条では「共同危険行為等の禁止」として「二人以上の自動車又は原動機付自転車の運転者は、道路において二台以上の自動車又は原動機付自転車を連ねて通行させ、又は並進させる場合において、共同して、著しく道路における交通の危険を生じさせ、又は著しく他人に迷惑を及ぼすこととなる行為をしてはならない」と定めている。しかし、逆に言えば集団暴走をせず、当該免許を取得し、改造箇所の構造変更（記載変更）手続きをして乗っている限りは、「暴走族のようなバイク」でも合法車両になる。旧車會が素人目には「どこをどう見ても暴走族」だったとしても、目に見える違反行為が見られない限りは、共同危険行為での摘発が難しくなるのを逆手に取り、警察に検挙され難くする為の工作をしながら走行する傾向にある。
旧車會に集まる車両の多くはノーマルマフラーではなくマフラーをアフターマーケットの消音効果が少ない大きな音がする物に交換または改造されていることが多く、車体も、アップハンドル、ロケットカウル、ナンバーを見え難く隠蔽する等の暴走族と類似する改造が施されていることが多い。コールやラッパ等の騒音に対する近隣住民の苦情や公共の駐車場等を長時間占拠する等の行為から、警察へ110番の通報が入る場合も多い。警視庁では当初は共同危険行為の有無と、他者へ直接の危害を与えない限りは、交通違反が見られない限りは大目に見られていた時期もあったが、苦情が多く寄せられるにつれて、たとえヘルメットを着用していても、目に余る迷惑運転を行っている者に対しては、暴走族と同様に共同危険行為を適応し取り締まるケースも見られるようになった。旧車會が主催する大規模なイベントではパトカーが監視として付き添うこともある。近年では一斉検問を行う等の取り締まりも見られ、警察でも暴走族の一形態として取り扱われるようになってきている。

## 概要
旧車會は未成年の暴走族とは違い、主に成人した大人で構成される割合が多く、集団走行は従来の暴走族が行っていた夜中ではなく、主に週末や休日の真昼に行われる事が多い。旧車會は当初は少年期に暴走族経験のある成人が主体となっていたが、近年ではネットが普及した事により、地元のチーム形式の活動にとどまらず県外からも広く仲間を募る事が多くなってきている。近年ではSNSで広く仲間を募るようになってきており、顔見知りでない者と一緒に走行する事も珍しくはなく、暴走族経験のない参加者や親子連れで参加している者も存在する。
旧車會は未成年の暴走族の様な厳しい掟は存在しないことにはなってはいるが、仲間同士のトラブルも多数報告されており、実際には年功序列による上下関係が存在する場合や「川崎宮軍団」のように、会費と称して立場の弱い未成年からお金を徴収するチームもあり、脱退しようとした者を脅し恐喝まがいの搾取を行なうチームも存在する。「気分爽快軍団」のように、とうに二十歳を過ぎているにも拘らず、懲りずに暴走行為を繰り返し、複数回逮捕されている者もおり、ユーチューブ動画の収益や暴走行為を収めたのDVDを販売、資金を稼ぐ為のシノギとしての旧車會をやっている者も存在する。
また、一部の旧車會は違法走行を行わないことを装いながら、警察の目の届かないところでは、暴走族と変わらない違法走行を敢行している者もいる。そのほかに、最近は改造車両が参加する大規模な集会が、広場や商業施設等の駐車場で管理者の許可無く行われている場合もあり、警視庁は旧車會に対しても暴走族と同様に取り締まりを強化する様になってきている。
縮小傾向にある国内のオートバイ事情に活気をもたらすのではないかと期待する声もあるが、そもそもが生産終了したモデルばかりが多く、空冷エンジンのネイキッドにこだわるためほとんどのメーカーにラインナップが無く、新規の購入がされるかは怪しい。道路交通法違反（料金所の突破や迷惑走行など）で逮捕される事例も発生している。暴走族OBである旧車會メンバーが、後輩である現役暴走族メンバーに指示を出していた事例も確認されており、暴走族との関連は深いという指摘もある。
2005年の時点で全国に約200団体、2011年の時点では約650団体があったが、2023年時点で425団体である。旧車會の摘発事例は2015年には1771件に及んだ。そして、検挙件数の推移に関しては、統計がある2014年以降は、2015年まで増加していたが、2016年以降は減少傾向であるが、2023年は前年より増加して862件であった。
人数に関しては、警察白書より違法行為を敢行する者として警察が把握した数で、2023年時点で5,351人確認されており、統計がある2011年の7,033人をピークに2015年～2017年の間に増加していた時期を除き2020年まで減少傾向であった。その後、2021年と2022年と2年連続で増加したが、2023年においては減少し、暴走族勢力人数（5,850人）を下回っている。

## メディアによる報道
2011年2月、改造バイクに乗り、集団で高速道路の料金所を突破したとして、大阪府警高速隊は1日、道路整備特別措置法違反（料金所突破）容疑で、バイク販売修理店経営（34）＝大阪市東淀川区大道南＝と、生コン会社員(27)＝大阪府岸和田市八阪町＝の両容疑者を逮捕した。2人はそれぞれ元暴走族で、改造した旧型バイクを連ねて走る「旧車會」のメンバー。
2011年10月、旧型のバイクなどの車両を不正に改造し、休日などにツーリングと称して集団を走行する「旧車會（きゅうしゃかい）」と呼ばれるグループのうち、千葉県浦安市内を拠点としていた2輪車の旧車會「都會（みやこかい）・絆」と「ドラちゃん一家」の解散式が30日、市川市の行徳署敷地内で行われた。旧車會は各地に存在するが、解散式を行うのは珍しい。 双方の一部のメンバーが共謀して複数件の自動車保険金詐欺事件を起こしたことから、解散を決めた。解散式では、絆のリーダー（67）が「不正改造や爆音走行などの不法行為をやめ、社会に貢献することを誓う」と話した。。
2014年9月、大阪府内の飲食店従業員の女（39）＝恐喝罪で有罪確定＝はバイクで爆走する音泥棒麗心愚（おどろぼうれいしんぐ）のグループの集団走行に10代の娘と一緒に参加し、グループのメンバーとともに大阪府茨木市のファミリーマートに立ち寄った。そこでメンバーの男が、持ち込んだ容器に無料で水を入れるよう要求し、店長と口論になった。容疑者達は「謝って済むもんちゃうで」「こんな店、潰してしまったらええやん」と罵声が倉庫内に響き、店長らは何度も土下座を強要させられるコンビニ土下座強要事件が起こった。「うちの若い衆が店に車突っ込む言うてんで。知らんでー」と脅しその場に有ったタバコ6カートン（2万6700円相当）を脅し取り、さらに別の男がコンビニを管轄する営業所長に示談金名目で金銭を要求し恐喝は長時間にわたり続いた。店員に缶コーヒーを投げつけ暴行する様子や仲間達が恐喝する様子は携帯で動画撮影されており、それが動画サイトにアップされた事により事件が発覚。公判での供述などによると過去にも別のコンビニで妻の肩にぶつかった詫び料としてクオカードを受け取ったこともあった。かつてコンビニで賞味期限切れの食品を購入して体調を崩した旨を伝えたところ、現金10万円を受け取ることができた経験を思い出した。経営者の立場から店側の態度がおかしいと思った。200万～300万円は受け取れると思ったと供述。
2014年12月、コンビニの店員に土下座を強要したとして、北海道警釧路署は12月29日、釧路市に住む38歳の男3人、21歳の女1人を逮捕した。発表によると4人は12月28日午前5時5分ころ、釧路市武佐1丁目にあるコンビニエンスストア「セブンイレブン釧路武佐1丁目店」で、セルフサービス式のドリップコーヒーを購入。そして、10代の女性店員に操作を依頼しましたが、女性店員がホットコーヒーを出したところ「アイスコーヒーを頼んだだろ！」などと激怒、容疑者らはその後も因縁をつけ、最終的に「若いやつ何十人も連れてくるわ」などと脅して土下座を強要。この際、約25分間にわたり正座を強要しており、容疑者らが土下座をさせている時に訪れた客が騒動に気付き、近所の住民を通じて110番通報したことで事件が発覚。容疑者はFacebookに大量の写真を投稿しており、中には旧車會のメンバーと思われる人物らとツーリングに行っている様子も多く含まれていた。
2015年6月、旧車會、昭和倶楽部（しょうわくらぶ）が初日の出暴走と呼ばれる、元旦に初日の出を目指し集団で暴走行為をしたとして、警視庁交通執行課は1日、道交法違反（共同危険行為）容疑で、埼玉県狭山市根岸の会社員（40）ら男3人を逮捕した。同課によると全員容疑を認め、容疑者は「若いときの暴走行為が忘れられない。パトカーに追われて昔の血が騒いだ」と話しているという。20kmほど逃走するも自分のバイクから漏れたオイルで滑って転倒し身柄確保された。
2017年7月、千葉県警交通捜査課は27日、オートバイで集団をしていた「旧車會」のグループをヘリで追跡、神奈川県に住む男３人を道交法違反（共同危険行為）の疑いで逮捕した。県警によると、逮捕されたのは川崎市幸区、内装工の男＝当時（40）＝と同、会社役員の男＝同（40）、横浜市鶴見区、会社役員の男＝同（37）。県警は昨年12月18日午前、神奈川県からアクアラインを通って走行してきた３７台を県警航空隊のヘリで富津市の富津竹岡インター付近から約10分間にわたって追尾。10時35分ごろから１分間、同市の国道127号で並進走行、蛇行運転などを繰り返した疑いで、3人を今年6、7月に逮捕した。同課によると、上空からカメラの映像などを使用して違反事実や車体の特徴、着衣を特定。地上の捜査でオートバイのナンバーを把握し、逮捕につなげた。木更津簡裁は同日までに、3人に罰金３０万円の略式命令を出した。いずれも既に納付され、同課は捜査を終結した。。
2017年10月、オートバイで集団暴走したとして、県警交通捜査課は道路交通法（共同危険行為等の禁止）違反容疑で、横浜市泉区和泉町の無職、容疑者（３７）ら男３人を逮捕した。同課などによると、容疑者はオートバイで集団走行などを行う「旧車会」では「カリスマ」として知られ、「気分爽快軍団」（きぶんそうかいぐんだん）という集団を名乗って、暴走行為を繰り返していたとみられるほか、暴走行為の様子を収めたＤＶＤを販売するなどしていた。同課によると、容疑者らは昨年１１月ごろから、「ザ・蛇行」というタイトルで、県内や近畿地方などでの暴走行為の様子を収めたＤＶＤを１枚約３千円で販売し、約２４０万円を売り上げていたとみられている。。
2018年10月、暴走族の新旧リーダーが、ドスを利かせ、知人男性のＡさん（21）を脅した。容疑者の暴走族「国心会」現リーダー（24＝東京都調布市）と、前リーダー（31＝同稲城市）が21日、恐喝の疑いで警視庁に逮捕された。Ａさんは「旧車會」と呼ばれる旧式の自動車やバイクを愛好するサークルで容疑者と知り合い、一緒にツーリングをする仲だった。当時、Ａさんは調布市内の飲食店でアルバイトをしていた。その店を訪れた容疑者の知人に「彼（容疑者）と一緒に走ったよ」事を話したという。Ａさんは暴走族には入っておらず、国心会がどうのとチラつかせるつもりは全くなかった。ところが、この知人が容疑者に「Ａが国心会のヤツらと走ったと自慢してたよ」し話した事から容疑者が逆上。無断で国心会の名前を使われていると勘違いし、調布市内の公園にＡさんを呼び出した。容疑者と一緒にいた初代リーダーの容疑者はＡさんに詰め寄り、「テメエ、勝手に国心会を名乗ってんじゃねえぞ！」と言い放ち「ボッコボコ」か「カネ」か「入会」を迫った。Ａさんは泣く泣くカネを払うことを選択。昨年9～10月にかけ、3回に分けて現金計15万円を脅し取られたという。
2021年12月30日午前1時頃、圏央道の高尾山トンネルで、2人乗りで蛇行運転をしていたバイクが転倒、後続の車が女性（20代）をひいた。この事故により、女性は意識不明の重体となり、バイクを運転していた男（50代）は重傷を負った。バイクの後方で車を運転していた男（20代）が、過失運転致傷の現行犯で逮捕された。警察によると、3人は旧車會のメンバーだった。
2022年6月1日、神奈川県警は、バイクなど約150台で暴走行為を繰り返したとして、旧車會「川崎宮軍団」の43歳の代表・容疑者を逮捕した。容疑は道路交通法違反（共同危険行為等の禁止）と、県暴走族追放促進条例違反（離脱の妨害）。離脱の妨害での摘発は、初めてのケースだという。容疑者は、町中を走っている珍走を見つけると、次々にスカウト。その全員が入団を余儀なくされ、メンバーになると、月3000円の支払いを強いられていたという。容疑者は2021年10月30日夜、メンバーと共謀し、川崎市や横浜市の国道など計約30km間で暴走行為を繰り返した疑いで逮捕された。と同時に、2021年12月ごろ、脱退を求める少年（17）に、SNSで脱退を妨害するメッセージを送った疑いももたれている。この報道を受け、SNS上では「43歳の暴走族代表」にあきれる声があがった。 《43にもなってね…しかし、もはや伝統のスタイルですね。どの地域にもしぶとく生き残ってるようですが》 《43のいい歳したオッサンが暴走族の代表って恥ずかしすぎるね》 《43歳にもなって暴走行為を助長するって、相当だなと思う。カッコいいと思っている自分達が恥ずかしい》等の世間からの批判的な意見が多数寄せられた。
2023年1月、神奈川県茅ケ崎市と藤沢市で2022年7月に集団暴走したとして、神奈川県警は17日、横浜市磯子区磯子5、自称塗装業、容疑者（43）を道路交通法違反（共同危険行為等の禁止）容疑で逮捕した。 県警によると、容疑者は16年ごろから自身らの暴走行為を撮影し、「ザ・蛇行」というタイトルのDVDを1枚3000円で販売。「蛇行のノウハウを伝授する存在」として、暴走族OBで作る「旧車会」のメンバーらの間ではカリスマとして有名だったという。 逮捕容疑は22年7月24日午前0時ごろ、旧車会のメンバーら約20人と共謀し、茅ケ崎市と藤沢市の国道でバイク約15台に分乗し、7・9キロにわたり蛇行運転や低速運転などを繰り返したとしている。「全く分かりません」と容疑を否認しているというが、同容疑者は過去2017年10月にも、オートバイで集団暴走したとして、県警交通捜査課に道路交通法（共同危険行為等の禁止）違反容疑で、容疑者当時年齢（３７）ら男３人と共に逮捕されている。

## 人気の高い車種

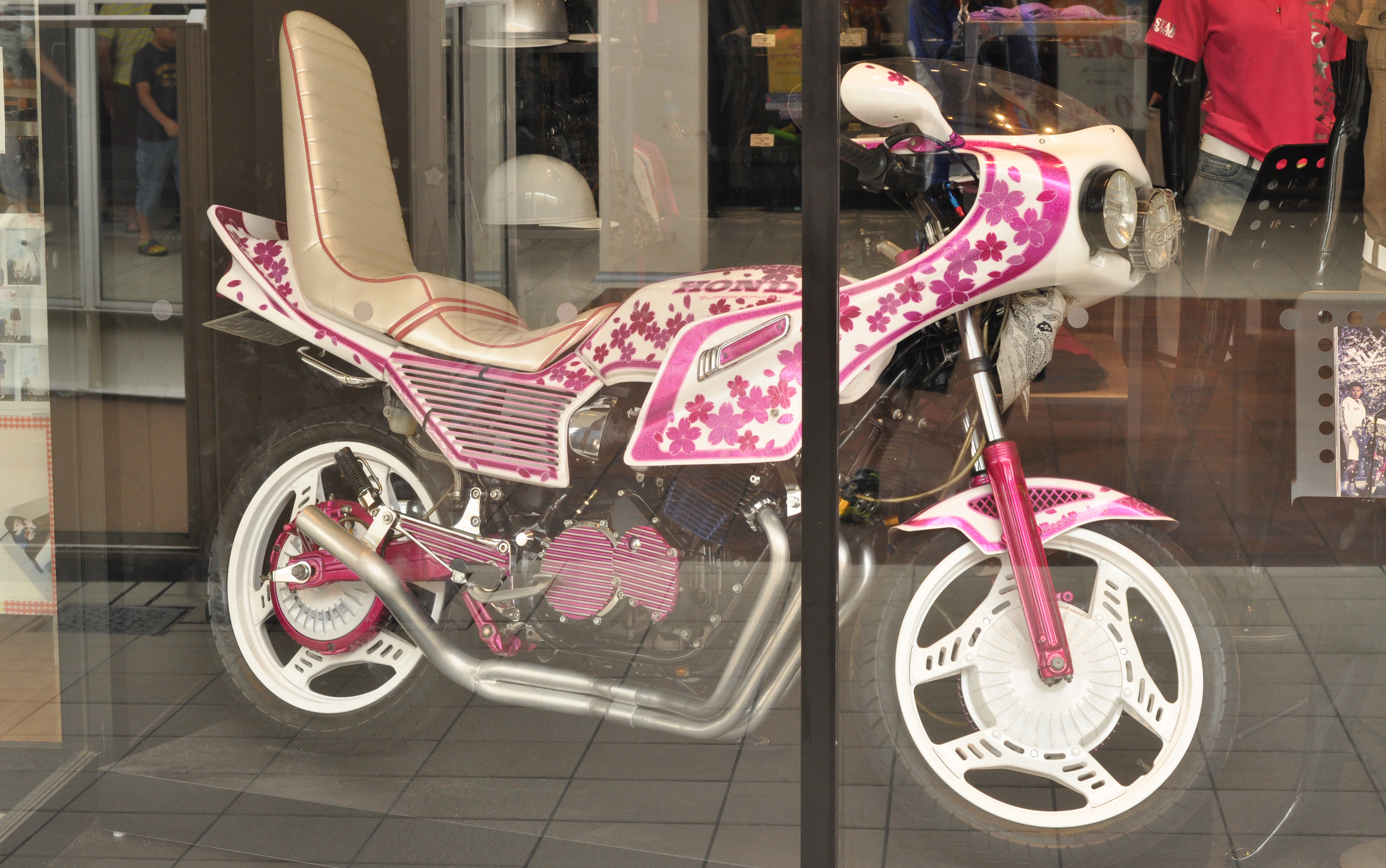
改造されたCBX400F

主体となるのは暴走族全盛期に流行った1970年代から1980年代に製造されたオートバイ、特にカワサキ・Z400FX、KH250・400、スズキ・GT380、GSX250E・400E、ホンダ・CB400TホークII、CB400NホークIIIなどである。なかでもホンダ・CBX400F、スズキ・GS400Eは最も人気がある車種であり、販売当時の新車価格をはるかに上回る高値で取引されるため盗難被害率が高く、ホンダ・CBX400Fについては盗難保険の加入を拒否されたことで話題となった。
こういった旧車と呼ばれる古い時代の希少車をベースに、マフラー、三段シート、ロケットカウル等を装着し個性的な“族車”に改造して使用される。

## 「旧車会」との混同
「旧車会」と呼ばれる古い自動車やオートバイを愛好する一般の集まりとは、旧車を用いる点では共通するものの、旧車會は暴走族や不良を意識した集団であり、一般のオートバイ愛好家から成る旧車会とは異なる。両者は旧字の會と新字の会の使い分けで区別される。ただし旧車會のことを「旧車会」と表記する報道（例えばや）も見受けられ、こうした漢字の使い分けによる区別が広く徹底されているわけではない。一般人の旧車会が混同されて迷惑に感じていると報じられており、旧車会の側で名称を変更するケースも見られる。